# Tischendorfita
La tischendorfita és un mineral de la classe dels sulfurs. Nom atorgat en honor de G. Tischendorf (1927-2007), especialista en dipòsits de seleni, que va descriure per primera vegada el mineral com una espècie desconeguda el 1958.

## Classificació
La tischendorfita es troba classificada en el grup 2.BC.65 segons la classificació de Nickel-Strunz (2 per a sulfurs i sulfosals (sulfurs, selenurs, tel·lururs; arsenurs, antimonurs, bismuturs; sulfarsenits, sulfantimonits, sulfbismutits, etc.); B per a "els sulfurs de metall, M:S>1:1 (principalment 2:1)" i C per "amb Rh, Pd, Pt, etc."; el nombre 65 correspon a la posició del mineral dins del grup).

## Característiques
La tischendorfita és un sulfur de fórmula química Pd₈Hg₃Se9. Cristal·litza en el sistema ortoròmbic. És de color gris platejat, i presenta una lluïssor metàl·lica amb una ratlla de color negre. La seva duresa a l'escala de Mohs és 5, de fractura desigual que pot produir fractures en fragments petits irregulars molt fràgils.

## Formació i jaciments
S'ha descrit a Europa, concretament a Alemanya. Sovint el mineral es troba en altres sulfurs en una matriu d'ankerita-calcita.